# خرس‌گربه
خرس‌گربه (نام علمی: Arctictis binturong) نام یک گونه از تیره زبادان است. (جزء دسته گربه‌سانان)